# Saint-Cosme (Haut-Rhin)
Pour les articles homonymes, voir Saint-Cosme.
Saint-Cosme [sɛ̃ kom]  est une commune française située dans l'aire d'attraction de Mulhouse et faisant partie de la collectivité européenne d'Alsace (circonscription administrative du Haut-Rhin), en région Grand Est.
Cette commune se trouve dans la région historique et culturelle d'Alsace.

## Géographie
Saint-Cosme (en allemand : Sanct-Cosmann) est un village situé dans le Sundgau, à l'extrême sud-ouest de l'Alsace, à la limite du Territoire de Belfort. Belfort se trouve à 20 km tandis que Mulhouse est distante de 30 km.
La commune domine la vallée du Traubach et son paysage est composé essentiellement de cultures (64 %) et de prairies (11 %). La forêt occupe près d'un quart de la superficie.
L'accessibilité est assurée par la route départementale 32, qui traverse le village du nord au sud et se raccorde à la RN 83 à hauteur d'Eteimbes. La gare la plus proche est celle de Dannemarie à 10 km sur la ligne Strasbourg-Mulhouse-Lyon.
|                                    | Bellemagny  |             |
| Vauthiermont Territoire de Belfort | Saint-Cosme | Guevenatten |
| Reppe Territoire de Belfort        | Bréchaumont |             |

### Communes limitrophes
Bellemagny au nord, Guevenatten à l'est, Bréchaumont au sud et Vauthiermont à l'ouest.

### Hydrographie

#### Réseau hydrographique
La commune est traversée par la ligne de partage des eaux entre les bassins versants du Rhin et de la Saône au sein respectivement du bassin Rhin-Meuse et du bassin Rhône-Méditerranée-Corse. Elle est drainée par la Gruebaine,.

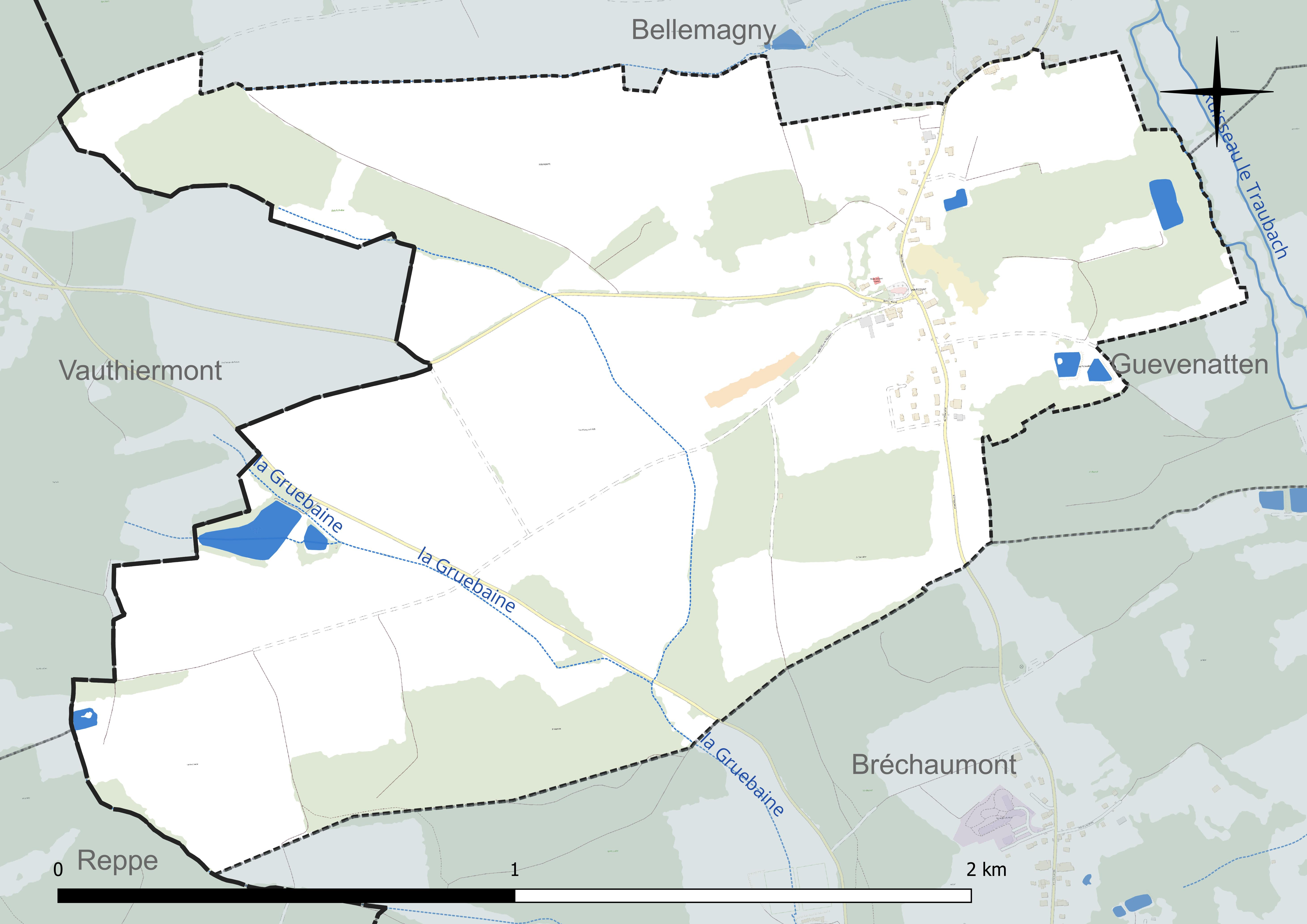
Réseau hydrographique de Saint-Cosme.

Un plan d'eau complète le réseau hydrographique : l'étang du Grâle (1,5 ha),.

#### Gestion et qualité des eaux
Le territoire communal est couvert par le schéma d'aménagement et de gestion des eaux (SAGE) « Largue ». Ce document de planification concerne le bassin versant de la Largue et une zone située à l'ouest du périmètre (la région de Montreux). Ce territoire s'étend sur 385 km2. Le périmètre a été arrêté le 4 mars 1996 et le SAGE proprement dit a été approuvé le 24 septembre 1999 puis révisé le 17 mai 2016. La structure porteuse de l'élaboration et de la mise en œuvre est le Syndicat mixte pour l'aménagement et la renaturation du bassin versant de la Largue et du secteur de Montreux, qui a évolué en Epage le 1er janvier 2018, sous le nom de Epage Largue. 
La qualité des cours d’eau peut être consultée sur un site dédié géré par les agences de l’eau et l’Agence française pour la biodiversité. 

### Climat
Pour des articles plus généraux, voir Climat du Grand Est et Climat du Haut-Rhin.
En 2010, le climat de la commune est de type climat des marges montargnardes, selon une étude du Centre national de la recherche scientifique s'appuyant sur une série de données couvrant la période 1971-2000. En 2020, Météo-France publie une typologie des climats de la France métropolitaine dans laquelle la commune est exposée à un climat semi-continental et est dans la région climatique  Vosges, caractérisée par une pluviométrie très élevée (1 500 à 2 000 mm/an) en toutes saisons et un hiver rude (moins de 1 °C). 
Pour la période 1971-2000, la température annuelle moyenne est de 9,9 °C, avec une amplitude thermique annuelle de 17,5 °C. Le cumul annuel moyen de précipitations est de 867 mm, avec 10,2 jours de précipitations en janvier et 9,9 jours en juillet. Pour la période 1991-2020, la température moyenne annuelle observée sur la station météorologique de Météo-France la plus proche, « Felon_sapc », sur la commune de Felon à 7 km à vol d'oiseau, est de 10,3 °C et le cumul annuel moyen de précipitations est de 1 056,1 mm. 
La température maximale relevée sur cette station est de 38 °C, atteinte le 7 août 2015 ; la température minimale est de −19,3 °C, atteinte le 20 décembre 2009,,. 
Les paramètres climatiques de la commune ont été estimés pour le milieu du siècle (2041-2070) selon différents scénarios d'émission de gaz à effet de serre à partir des nouvelles projections climatiques de référence DRIAS-2020. Ils sont consultables sur un site dédié publié par Météo-France en novembre 2022.

## Urbanisme

### Typologie
Au 1er janvier 2024, Saint-Cosme est catégorisée commune rurale à habitat dispersé, selon la nouvelle grille communale de densité à sept niveaux définie par l'Insee en 2022.
Elle est située hors unité urbaine. Par ailleurs la commune fait partie de l'aire d'attraction de Mulhouse, dont elle est une commune de la couronne,. Cette aire, qui regroupe 132 communes, est catégorisée dans les aires de 200 000 à moins de 700 000 habitants,.

### Occupation des sols
L'occupation des sols de la commune, telle qu'elle ressort de la base de données européenne d’occupation biophysique des sols Corine Land Cover (CLC), est marquée par l'importance des territoires agricoles (75,1 % en 2018), une proportion identique à celle de 1990 (75,1 %). La répartition détaillée en 2018 est la suivante : 
terres arables (60,8 %), forêts (24,9 %), zones agricoles hétérogènes (12,9 %), prairies (1,4 %). L'évolution de l’occupation des sols de la commune et de ses infrastructures peut être observée sur les différentes représentations cartographiques du territoire : la carte de Cassini (XVIIIe siècle), la carte d'état-major (1820-1866) et les cartes ou photos aériennes de l'IGN pour la période actuelle (1950 à aujourd'hui).

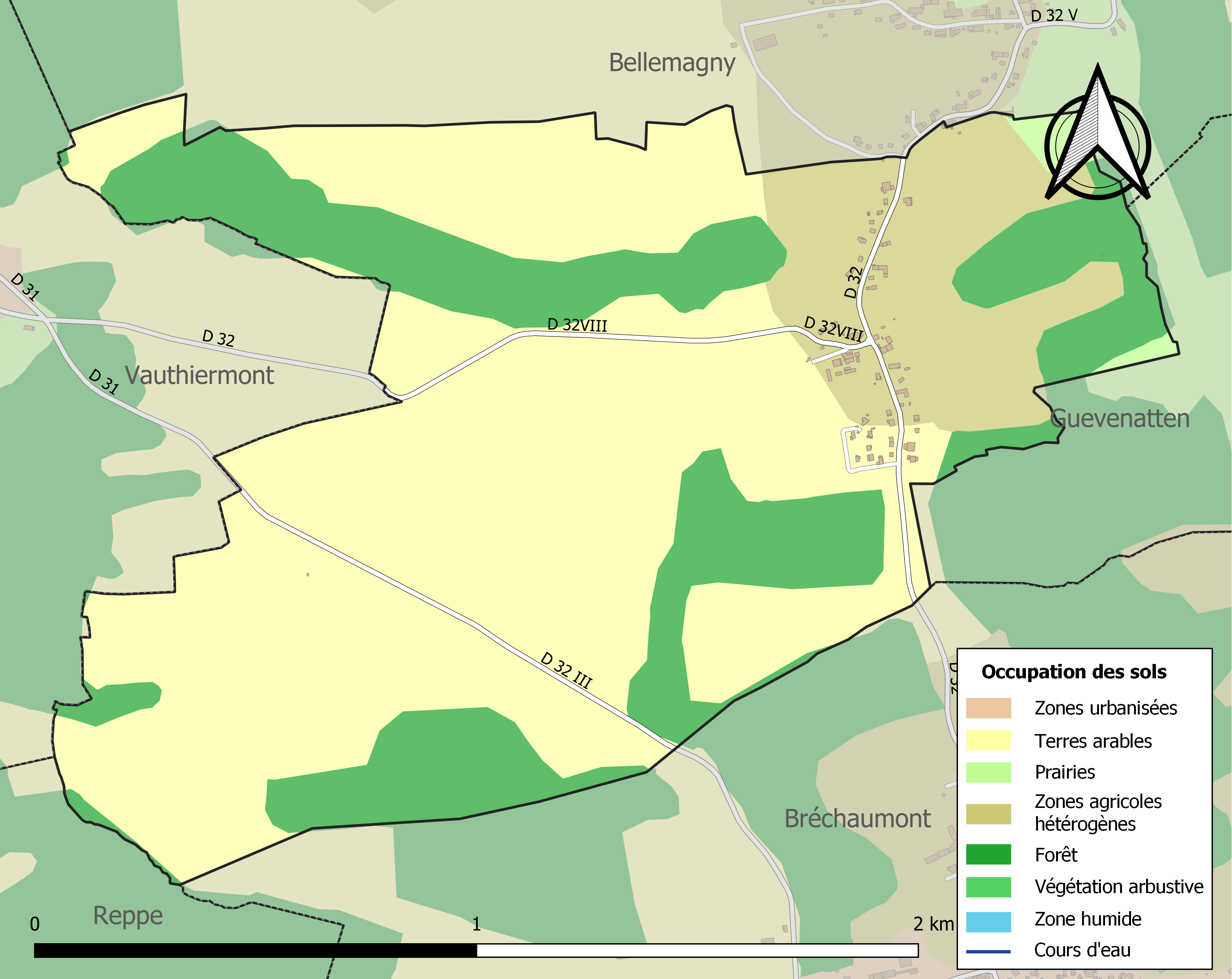
Carte des infrastructures et de l'occupation des sols de la commune en 2018 (CLC).

## Toponymie
- Rector in Engelmanswilr sancti Cosme (1441), S. Gosman (1576), S. Cosman (1579).
- En allemand : Sanct-Cosman[16].

## Histoire
Au XVe siècle, Saint-Cosme ou Engelmanswiller formait une paroisse du décanat du Sundgau.
Ancien instituteur à Saint-Cosme-Bellemagny en 1924, A. Edel raconte la vie dans ces deux villages à cette époque dans un article paru en 1976 dans l'Annuaire de la Société d'Histoire Sundgovienne.

### Héraldique
| Blason de Saint-Cosme | Les armes de Saint-Cosme se blasonnent ainsi : « D'azur à l'église d'argent couverte de gueules ajourée de sable, soutenue par un mur à trois contreforts d'argent, maçonnés de sable. » |

## Politique et administration
| Période                                  | Période  | Identité        | Étiquette | Qualité |
| ---------------------------------------- | -------- | --------------- | --------- | ------- |
| avant 1988                               | ?        | Michel Hartmann |           |         |
| mars 2001                                | En cours | Joël Wies       |           |         |
| Les données manquantes sont à compléter. |          |                 |           |         |

## Démographie
L'évolution du nombre d'habitants est connue à travers les recensements de la population effectués dans la commune depuis 1793. Pour les communes de moins de 10 000 habitants, une enquête de recensement portant sur toute la population est réalisée tous les cinq ans, les populations de référence des années intermédiaires étant quant à elles estimées par interpolation ou extrapolation. Pour la commune, le premier recensement exhaustif entrant dans le cadre du nouveau dispositif a été réalisé en 2004.

En 2022, la commune comptait 77 habitants, en évolution de −18,95 % par rapport à 2016 (Haut-Rhin : +0,66 %, France hors Mayotte : +2,11 %).
| 1793 | 1800 | 1806 | 1821 | 1831 | 1836 | 1841 | 1846 | 1851 |
| ---- | ---- | ---- | ---- | ---- | ---- | ---- | ---- | ---- |
| 102  | 126  | 148  | 99   | 100  | 92   | 94   | 97   | 104  |

| 1856 | 1861 | 1866 | 1871 | 1875 | 1880 | 1885 | 1890 | 1895 |
| ---- | ---- | ---- | ---- | ---- | ---- | ---- | ---- | ---- |
| 95   | 94   | 80   | 66   | 77   | 72   | 54   | 54   | 53   |

| 1900 | 1905 | 1910 | 1921 | 1926 | 1931 | 1936 | 1946 | 1954 |
| ---- | ---- | ---- | ---- | ---- | ---- | ---- | ---- | ---- |
| 54   | 50   | 51   | 57   | 51   | 48   | 51   | 60   | 58   |

| 1962 | 1968 | 1975 | 1982 | 1990 | 1999 | 2004 | 2006 | 2009 |
| ---- | ---- | ---- | ---- | ---- | ---- | ---- | ---- | ---- |
| 43   | 38   | 36   | 41   | 45   | 66   | 84   | 82   | 86   |

| 2014 | 2019 | 2022 | - | - | - | - | - | - |
| ---- | ---- | ---- | - | - | - | - | - | - |
| 95   | 83   | 77   | - | - | - | - | - | - |

## Lieux et monuments

### Église Saint-Côme et Saint-Damien
L'église a été reconstruite en 1782 et possède un clocher-porche gothique du XIIe siècle avec clocher en bâtière. Le dernier niveau du clocher remonterait au XVe siècle. La nef a été reconstruite au XVe. L'église est ceinte d'un cimetière protégé par un mur de fortifications remontant au XIVe siècle.
Côté mobilier, on trouve des fonts baptismaux datés de 1625, mais l'ensemble des pièces remonte essentiellement aux XVIIIe et XIXe siècles.
|  |  |